# Ryōka Yuzuki
Ryōka Yuzuki (柚木 涼香 Yuzuki Ryōka?,  nacida el 10 de enero de 1974) es una seiyū nacida en Anjo, Aichi, Japón. Su hermana menor es la artista cómica adulta Sayumi Sakuragi (桜木さゆみ).
De joven trabajaba en bajo el nombre de Ayumi Nagashii (永椎 あゆみ Nagashii Ayumi). Luego se convirtió en una ídolo bajo el nombre Kanori Kadomatsu (角松 かのり Kadomatsu Kanori), apareció en revistas para hombres y V-Cinema. Varias de las películas eran de violencia, sexo y nudismo. Tratando de romper el género de horror/explotación y volver dentro del cine legítimo, ella brevemente se cambió el nombre de nuevo Ayumi Nagashii (永椎 あゆ美 Nagashii Ayumi) y empezó a trabajar en el anime como seiyū. El 1 de noviembre de 1998 se cambió el nombre a Ryōka Yuzuki y actualmente se enfoca mayormente en el trabajo de voz.

## Interpretaciones

### Anime
- AIR (Minagi Tohno)
- Angel Links (Meifon Li)
- Armitage III: Poly-Matrix (Naomi Armitage)
- Brigadoon (Midori Mano, Las hermanas Momoi, Chiasa Kurihara, Kushatohn)
- Busō Renkin (Tokiko Tsumura)
- Candy Boy (Yukino Sakurai)
- Cardcaptor Sakura (Nakuru Akizuki/Ruby Moon)
- Chobits (Takako Shimizu)
- Cool Devices Operation 01: Curious Fruit (Ai Yūki)
- Daphne in the Brilliant Blue (Claire Mitsunaga)
- Death Parade (Castra)
- Dual! Parallel Trouble Adventure (Alice Sharome)
- Figure 17 (Asuka Karasawa)
- Jigoku Shōjo (Sekimoto)
- InuYasha (Princess Tsuyu (Ep.8))
- Kill la Kill (Kiryuin Satsuki]])
- Koi Kaze (Shoko Akimoto)
- Legend of the Glass Fleet (Rachael)
- Magical Girl Lyrical Nanoha A's (Shamal)
- Magical Girl Lyrical Nanoha Strikers (Shamal)
- Mirmo Zibang! (Mimomo)
- Momone (Momone)
- My-HiME (Haruka Suzushiro)
- My-Otome (Haruka Armitage)
- Naruto (Ino Yamanaka)
- One Piece Movie: Curse of the Sacred Sword (Maya)
- Real Bout High School (Reiha)
- Seikon no Qwaser (Miyuri Tsujidō)
- Senkaiden Hōshin Engi (Ou Kijin)
- Shugo Chara! (Temari)
- Shugo Chara!! Doki- (Nana)
- Sister Princess (Sister Princess|Marie)
- Spirit of Wonder: Scientific Boys Club (Windy)
- The Super Milk-chan Show (Tetsuko)
- To Love-Ru (Risa Momioka, Celine)
- Utawarerumono (Eruru)
- X-TV (Arashi Kishu)
- Haiyore Nyaruko San W (cthune)
- Yahari Ore no Seishun Love Comedy wa Machigatteiru (Shizuka Hiratsuka)
- Yahari Ore no Seishun Love Comedy wa Machigatteiru. Zoku (Shizuka Hiratsuka)
- Yahari Ore no Seishun Love Comedy wa Machigatteiru: Kan (III) (Shizuka Hiratsuka)

### Videojuegos
- Guardian Tales (Eva)
- Genshin Impact (Candace)
- Yahari Game demo Ore no Seishun Love Come wa Machigatteiru (Shizuka Hiratsuka)
- Yahari Game demo Ore no Seishun Love Come wa Machigatteiru. Zoku (Shizuka Hiratsuka)
- Yahari Game demo Ore no Seishun Love Come wa Machigatteiru. Kan (Shizuka Hiratsuka)

### OVA
- Yahari Ore no Seishun Love Come wa Machigatteiru como Shizuka Hiratsuka (2013)